# 구로베우나즈키온센역
구로베우나즈키온센역(일본어: 黒部宇奈月温泉駅)은 일본 도야마현 구로베시에 위치한 서일본 여객철도 호쿠리쿠 신칸센의 철도역이다.
본 항목에서는, 당 역에 인접해, 예전 호쿠리쿠 신칸센 건설에 의한 구로베 시내의 역 정비 계획에 기준해서, 구로베우나즈키온센 역과 대부분 같은 시기에 설치되었던, 도야마 지방 철도 본선의 신쿠로베역(일본어: 新黒部駅)에 대해서도 다룬다.

## 타는 곳

### 서일본 여객철도
상대식 승강장 2면 2선의 구조를 갖춘 고가역이다. 2층의 신칸센 승강장에는 통과선은 없고, 양쪽 승강장에는 스크린도어가 설치되어 있다. 출찰 창구 · 개찰구 · 미도리노마도구치 · 대합실 등의 역 기능은 1층에 마련되어 있다. 남쪽부터 신쿠로베으로 향하는 것이다.
승강장은, 서쪽부터 차례로, 아래와 같이 설치되어 있다.
| 1 | 호쿠리쿠 신칸센 | 상행 | 나가노 · 도쿄 방면              |
| 2 | 호쿠리쿠 신칸센 | 하행 | 도야마 · 가나자와 · 쓰루가 방면 |

### 도야마 지방 철도
구로베우나즈키온센 역 동쪽 출구의 남쪽에 위치해, 선로 북쪽에 단선 승강장 1면 1선을 갖춘 지상역이다. 신칸센 역 개업에 앞서 2015년 2월 26일에 개업했다.
구로베우나즈키온센 역과의 환승 필요한 표준 시간은 10분으로 되어있지만, 실제로는 구로베우나즈키온센 역 개찰구로부터 신쿠로베 역 승강장까지 도보 3분 정도이다.

## 이용 현황
| 연도   | 서일본 여객 철도   | 도야마 지방 철도      |
| 연도   | 1일 평균 승차 인원 | 1일 평균 승·하차 인원 |
| ------ | ------------------ | --------------------- |
| 2014년 |                    | 286                   |
| 2015년 | 967                | 415                   |
| 2016년 | 898                | 407                   |

## 역 주변
- 호쿠리쿠 자동차도 구로베 나들목
- 도야마 현도 14호 구로베우나즈키 선
- 긴타로 온천

## 인접 역
| 호쿠리쿠 신칸센                | 호쿠리쿠 신칸센                        | 호쿠리쿠 신칸센                |
| ------------------------------ | -------------------------------------- | ------------------------------ |
| 이토이가와 도쿄 방면           | 호쿠리쿠 신칸센                        | 도야마 가나자와 방면           |
| 도야마 지방 철도 ■ 본선        |                                        |                                |
| 덴테쓰쿠로베 덴테쓰토야마 방면 | ■ 알펜 특급 · ■ 특급                   | 우나즈키온센 우나즈키온센 방면 |
| 나가야 덴테쓰토야마 방면       | ■ 쾌속 급행 (상행선) · ■ 급행 · ■ 보통 | 시타야마 우나즈키온센 방면     |

## 같이 보기
- 구로베역